# محمود كهربا
محمود عبد المنعم سليمان (ولد في 13 أبريل 1994)، المعروف باسم محمود كهربا، هو لاعب كرة قدم مصري محترف، كان يلعب لنادي ديبورتيفو داس أفيس البرتغالي بعد مشاكلة مع نادي الزمالك ومنتخب مصر الوطني، وحاليًا يلعب مع نادي الإتحاد الليبي .
بعد بداية مسيرته كلاعب في صفوف فريق الشباب مع الأهلي، شارك لأول مرة في الدوري المصري الممتاز مع إنبي في عام 2011. انضم لفريق لوزيرن في الدوري الممتاز السويسري في صفقة إعارة في عام 2013 لكنه ترك النادي في مارس 2014 بعد ان تم إنهاء عقده بسبب زعم النادي «سلوكه غير اللائق». عاد إلى سويسرا بعد موسم في صفقة إعارة لمدة ستة أشهر إلى نادي غراسهوبر زيوريخ.
بعد عودته إلى مصر، انضم إلى الزمالك حيث ساعد النادي على الفوز بلقب الدوري الممتاز وكأس مصر في أول موسم له. انضم إلى فريق دوري المحترفين السعودي الاتحاد على سبيل الإعارة لمدة موسمين، ونجح في الفوز بكأس ولي العهد السعودي وكأس خادم الحرمين الشريفين.
وبعد أن مثل مصر في العديد من مسابقات الشباب، ونجح في الفوز ببطولة أفريقيا للشباب تحت 20 عاما، تم تصعيده للفريق الأول للمنتخب لأول مرة في عام 2013. أدرج كذلك في الفريق المصري في كأس الأمم الأفريقية 2017، وكأس العالم 2018.

## المسيرة

### الشباب
بدأ كهربا مسيرته مع الأهلي كلاعب في فريق الشباب، وسجل 36 هدفا في 20 مباراة مع فريقه في سن الخامسة عشر، وشكل شراكة هجومية ناجحة مع محمود تريزيجيه. حصل أثناء وجوده في الأهلي على لقب كهربا («الكهرباء») من قبل مدرب الشباب بدر رجب بسبب طاقته وسرعته.
بعد أن أغلق فريق الشباب في عام 2011، انضم كهربا إلى انبى، وظهر لأول مرة في الدوري المصري الممتاز في 18 كانون الأول/ديسمبر 2011 في مباراة ضد وادي دجلة. وسجل أول هدف في الموسم التالي خلال المباراة ضد تليفونات بني سويف بعد نزوله كبديل. عرض عليه تجربة مع نادي هال سيتي ولكنه كان غير قادر على الذهاب بعد كفاحه من أجل الحصول على تصريح عمل، وعلق ستيف بروس حينها: «إنه لاعب جيد جدا، ولكن إدخاله البلاد على المدى الطويل سيكون مشكلة.»

### نادي لوزيرن (إعارة)
بدلا من ذلك انتقل إلى نادي لوزيرن في دوري السوبر السويسري على سبيل الإعارة مع وجود خيار لجعل الصفقة دائمة في آب/أغسطس 2013. وكان أول ظهور له مع النادي بعد أسبوع، ونزل كبديل خلال المباراة التي انتهت بالتعادل 1-1 مع نادي بازل. في 5 تشرين الأول/أكتوبر 2013، شارك أساسيا لأول مرة مع لوزيرن وافتتح التسجيل بعد 39 دقيقة خلال فوز 2-0 على نادي زيورخ وتم اختياره رجل المباراة. بعد أن أثبت نفسه في الفريق الأول، سجل كهربا ست أهداف لصالح لوزيرن وأصبح ثاني أعلى هداف للفريق وفتح النادي المناقشات مع إنبي لتمديد الإعارة لمدة موسم إضافي.
ومع ذلك، في نهاية آذار/مارس، أنهى النادي صفقة الإعارة بسبب «السلوك غير اللائق» أعلن النادي في بيان أن إنهاء العقد كان «إجراءا تأديبيا بسبب عدة حوادث من السلوك غير اللائق ضد المدير الفني كارلوس بيرنيغير، ولاعبين آخرين وكبار المسؤولين داخل النادي.» كما اتهم كارلوس كهربا بكونه غير مهني وعلق «تمنيت أن يصبح كهربا ناضجا. النضج هو أهم بكثير من اللعب الجيد. رد فعل كهربا في النهاية أثبت أنه لم يكن مهنيا وأنه لا يمكن أن يستمر معنا». ومع ذلك، نفى وكيل كهربا أي سلوك غير لائق وقال أن اللاعب قد قرر إنهاء الإعارة بعد أن حاول النادي الضغط عليه لتوقيع عقد جديد وتدهور العلاقة بعد رفضه ذلك.

### غراسهوبر (إعارة)
بعد تلقي عروض من فرق في إسبانيا وألمانيا، وقع كهربا في نهاية المطاف عقد إعارة مع فريق سويسري آخر وهو جراسهوبر زيورخ في أيار/مايو 2014. دفع النادي 100000€ وكانت صفقة الإعارة لمدة ستة أشهر مع خيار التوقيع مع كهربا بصورة دائمة مقابل مليون يورو. بدأ كهربا تحضيرات الموسم قبل بقية لاعبي الفريق بحوالي أسبوع، ولعب لأول مرة مع النادي عند دخوله بديلا مكان ميشائيل لانج خلال مباراة انتهت بالهزيمة 1-0 ضد الغريم المحلي إف سي زيوريخ. في الأسبوع التالي، تلقى كهربا بطاقة حمراء بعد حصوله على البطاقة الصفراء الثانية خلال التعادل بنتيجة 2-2 مع نادي ثون، وترك الملعب والدموع في عينيه.
على الرغم من إيقافه في الدوري، أدرج كهربا في قائمة الفريق للتصفيات المؤهلة لدوري أبطال أوروبا ضد الفريق الفرنسي ليل، وشارك لأول مرة في المسابقة كبديل وانتهت المباراة بالهزيمة 2-0. في مباراة عودته إلى التشكيلة الأساسية في الدوري السويسري الممتاز، سجل أول هدف له مع النادي في مباراة انتهت بالفوز 2-1 على نادي أراو، وبذلك حقق فريقه أول فوز في الموسم. على الرغم من أن فترة إعارته مع النادي كان من المقرر أن تستمر حتى 31 كانون الأول/ديسمبر 2014، أعلن كهربا عودته إلى إنبي في تشرين الثاني/نوفمبر بعد فشل الجانبين في التوصل إلى اتفاق للانتقال بصفة دائمة، وذلك بعد أن سجل هدفين في سبعة عشر مباراة. وذكر كهربا أن سبب ذلك عدم وجود وقت لعب كاف، قائلا «أنا لن أجلس على مقاعد البدلاء في أوروبا أكثر من ذلك، عمري 20 عاما، أريد أن ألعب.»

### العودة إلى مصر
بعد انتهاء فترة الإعارة، عاد كهربا لإنبي وسجل خمسة أهداف في أول اثني عشر مباراة. ومع ذلك، بعد مشادة مع المدير العام حسين أمين بعد وصوله في وقت متأخر لأحد الحصص التدريبية، تم إيقافه من قبل النادي على ذمة التحقيق. عاد كهربا لفترة وجيزة إلى الفريق الأول قبل الموافقة على الانتقال لفريق آخر في الدوري المصري الممتاز وهو الزمالك في عقد لمدة خمس سنوات مقابل 750,000 يورو.
خلال أول ستة أشهر مع الزمالك، ساعد كهربا فريقه على الفوز بالدوري المصري الممتاز وكأس مصر، وسجل ثمانية أهداف في أربعة عشر مباراة. أدى أداؤه إلى ترشيحه لجائزة أفضل موهبة صاعدة في أفريقيا سنة 2015. في تموز/يوليه 2016، تم إيقافه من قبل النادي بعد الاشتباك مع الجهاز الفني بعد أن تم استبداله خلال مباراة ضد الغريم الأهلي.

### الاتحاد السعودي
في تموز/يوليه 2016، انضم كهربا لفريق الاتحاد السعودي على سبيل الإعارة لمدة موسم (2016-17) مقابل رسوم قدرها 2 مليون دولار. وكان أول ظهور له مع النادي في اليوم الأول من الموسم، وسجل في مباراة انتهت بالفوز 3-2 على الرائد في 11 آب/أغسطس 2016. في المباراة الثالثة لصالح الاتحاد، أصبح كهربا أول لاعب مصري يسجل هاتريك في دوري المحترفين السعودي لكرة القدم بعد أن ساعد فريقه للفوز 5-3 على الوحدة، وسجل في تلك المباراة أربعة من أهداف فريقه وصنع الخامس. كما سجل أسرع هدف في الموسم الموسم، حيث سجل بعد 64 ثانية من بدء المباراة في الفوز بنتيجة 4-1 على الاتفاق.
شجع أداؤه الاتحاد على فتح محادثات حول تمديد بقائه مع النادي بعد أن سجل خمسة عشر هدفا في عشرين مباراة، بما في ذلك هدف الفوز في المباراة النهائية في كأس ولي العهد السعودي 2016-17، حيث انتهت المباراة بالفوز 1-0 على النصر. أعلن حينها رئيس الزمالك مرتضى منصور أن النادي سوف يفكر فقط في بيع كهربا إذا وصلت عروض تساوي 40 مليون يورو أو أكثر. أعلن الاتحاد في وقت لاحق تمديد الإعارة لمدة موسم، مع تقديم عرض يتجاوز 2 مليون دولار التي دفعها النادي في السنة الأولى. في نيسان/أبريل عام 2017، تسلم كهربا شارة القيادة في المباراة ضد القادسية، وسجل هدفا واحدا وساعد فريقه للفوز بنتيجة 4-2. تم تغريم كهربا 500,000 جنيه من الزمالك في مايو 2017، بعد أن ظهر في برنامج تلفزيوني مصري إلى جانب لاعب الأهلي مؤمن زكريا دون إذن من النادي.
للاحتفال بالذكرى ال90 لإنشاء النادي، اتفق الاتحاد على إقامة مباراة ودية ضد الفريق الإسباني أتلتيكو مدريد. سجل كهربا لفريقه خلال المباراة وتلقى الثناء من مدرب أتلتيكو دييغو سيميوني الذي علق على «سرعته ومهارته المثيرين للإعجاب.» أنهى موسم 2016-17 كهداف النادي بثمانية عشر هدفا في جميع المسابقات وثالث أفضل هداف في دوري المحترفين السعودي لكرة القدم.
على الرغم من تألقه الكبير، إلا أنه كافح من أجل إنتاج نفس المستوى خلال الموسم الثاني، مع استمرار الإصابات في الظهر، والتي تطلبت جراحة. أدت معاناته إلى تلقيه صيحات استهجان من الجماهير، وتفاعله بشكل غاضب معها في مقابلة صحفية عقب التعادل 3-3 مع الفيصلي، ودفع ذلك المدير الفني خوسيه لويس سييرا للدفاع عنه، قائلا «في رأيي كهربا يجب أن يلعب. عندما يكون في حالة جيدة، يكون أفضل مهاجم في الفريق بفارق كبير عن الباقي.» في نهاية موسم 2017-18، أعلن الاتحاد عدم عزمه التوقيع مع كهربا بصفة دائمة بعد انتهاء فترة إعارته.

## مسيرته الدولية

### الشباب
مثل مصر في كل المراحل السنية وشارك في العديد من مسابقات الشباب، ونجح في الفوز ببطولة أفريقيا للشباب تحت 20 عامًا.

### المنتخب الأول
تم تصعيده للفريق الأول للمنتخب لأول مرة في عام 2013. وانضم إلى تشكيلة الفريق المصري في كأس الأمم الأفريقية 2017، وكأس العالم 2018.
وله أربعة أهداف دولية.

## الإحصائيات

### النادي
آخر تحديث 12 أبريل 2018.
| النادي                  | الموسم   | الدوري          | الدوري | الدوري  | الكأس  | الكأس   | كأس السوبر | كأس السوبر | أخرى   | أخرى    | المجموع | المجموع |
| النادي                  | الموسم   | الدرجة          | الظهور | الأهداف | الظهور | الأهداف | الظهور     | الأهداف    | الظهور | الأهداف | الظهور  | الأهداف |
| ----------------------- | -------- | --------------- | ------ | ------- | ------ | ------- | ---------- | ---------- | ------ | ------- | ------- | ------- |
| إنبي                    | 2010–11  | الدوري المصري   | 0      | 0       | 1      | 0       | —          | —          | —      | —       | 1       | 0       |
| إنبي                    | 2011–12  | الدوري المصري   | 3      | 0       | 0      | 0       | —          | —          | —      | —       | 3       | 0       |
| إنبي                    | 2012–13  | الدوري المصري   | 13     | 1       | 0      | 0       | —          | —          | —      | —       | 13      | 1       |
| إنبي                    | 2014–15  | الدوري المصري   | 17     | 6       | 5      | 1       | —          | —          | —      | —       | 22      | 7       |
| إنبي                    | المجموع  | المجموع         | 33     | 7       | 6      | 1       | 0          | 0          | 0      | 0       | 39      | 8       |
| لوزيرن (إعارة)          | 2013–14  | الدوري السويسري | 16     | 7       | 3      | 0       | —          | —          | —      | —       | 19      | 7       |
| غراسهوبر زيوريخ (إعارة) | 2014–15  | الدوري السويسري | 11     | 2       | 2      | 0       | —          | —          | 4      | 0       | 17      | 2       |
| الزمالك                 | 2015–16  | الدوري المصري   | 29     | 11      | 1      | 0       | —          | —          | 5      | 3       | 35      | 14      |
| الاتحاد (إعارة)         | 2016–17  | الدوري السعودي  | 20     | 16      | 0      | 0       | 4          | 2          | —      | —       | 24      | 18      |
| الاتحاد (إعارة)         | 2017–18  | الدوري السعودي  | 24     | 4       | 5      | 2       | —          | —          | —      | —       | 29      | 6       |
| الاتحاد (إعارة)         | المجموع  | المجموع         | 44     | 20      | 5      | 2       | 4          | 2          | 0      | 0       | 53      | 24      |
| الإجمالي                | الإجمالي | الإجمالي        | 133    | 47      | 17     | 3       | 4          | 2          | 9      | 3       | 163     | 55      |

### المنتخب
آخر تحديث 25 يونيو 2018.
| مصر     | مصر    | مصر     |
| العام   | الظهور | الأهداف |
| ------- | ------ | ------- |
| 2013    | 3      | 0       |
| 2014    | 0      | 0       |
| 2015    | 6      | 1       |
| 2016    | 1      | 0       |
| 2017    | 8      | 2       |
| 2018    | 7      | 0       |
| 2019    | 2      | 1       |
| المجموع | 27     | 4       |

#### الأهداف الدولية
قائمة الأهداف والنتائج مع منتخب مصر الأول.
| # | التاريخ        | المكان                                          | الخصم  | الهدف | النتيجة | المسابقة                        |
| - | -------------- | ----------------------------------------------- | ------ | ----- | ------- | ------------------------------- |
| 1 | 6 سبتمبر 2015  | ملعب أومنيسبورتس إدريس محمد أويا، انجمينا، تشاد | تشاد   | 4–1   | 5–1     | تصفيات كأس الأمم الأفريقية 2017 |
| 2 | 29 يناير 2017  | ملعب بورت جنتيل، بورت جنتيل، الغابون            | المغرب | 1–0   | 1–0     | كأس الأمم الأفريقية 2017        |
| 3 | 28 مارس 2017   | ملعب برج العرب، الإسكندرية، مصر                 | توغو   | 1–0   | 3–0     | ودية                            |
| 4 | 14 نوفمبر 2019 | ملعب برج العرب، الإسكندرية، مصر                 | كينيا  | 1–0   | 1–1     | تصفيات كأس الأمم الأفريقية 2020 |

## الإنجازات

### النادي
الزمالك
- كأس الكونفيدرالية الأفريقية (1): 2018-19
- الدورى المصرى الممتاز : (1) : 2015
- كأس مصر (2): 2015، 2016

 الاهلي
- الدوري المصري الممتاز (2): 2020، 2023
- كأس مصر (2): 2020، 2022
- كأس السوبر المصري (3): 2021، 2022، 2023
- دورى أبطال أفريقيا (3): 2020، 2021، 2023
- كأس السوبر الأفريقي (1): 2021
- برونزية كأس العالم للأندية : 2020، 2023

 الاتحاد
- كأس ولي العهد (1): 2016–17[46]
- كأس خادم الحرمين الشريفين (1): 2018[47]

### المنتخب
- بطولة أفريقيا للشباب (1): 2013

### فردية
- جائزة أفضل هدف في إفريقيا : 2023[48]

## وصلات خارجية
- محمود كهربا نيني على موقع الاتحاد الدولي (مؤرشف)  (الإنجليزية)
- محمود كهربا نيني على موقع الاتحاد الأوربي (الإنجليزية)
- محمود كهربا نيني على موقع اتحاد تركيا (لاعب) (الإنجليزية)
- محمود كهربا نيني على موقع قاعدة بيانات كرة القدم.إي يو (الإنجليزية)
- محمود كهربا نيني على موقع ناشيونال فوتبول تيمز (الإنجليزية)
- محمود كهربا نيني على موقع Soccerway.com (الإنجليزية)